# Los Cinco tras el pasadizo secreto
Los Cinco tras el pasadizo secreto es un libro de la escritora británica Enid Blyton escrito en 1955. Corresponde al 15º libro de la colección de Los Cinco. 

## Argumento
Tim tiene una herida en la oreja, y el veterinario le ha colocado un collar de cartón para que no se rasque. Jorge teme que se rían de su perro, y se va a acampar a Kirrin Common, al final de Carters Lane. Ana llega a los pocos días, y las dos niñas encuentran a un chico llamado Guy, que está excavando en un campamento romano, muy aficionado a las bromas, que tiene un perro llamado Jet. Unas veces es muy agradable y otras se muestra muy antipático.
Una noche, durante una tormenta, las chicas se refugian en una casa abandonada. Durante un relámpago, Ana cree ver un grupo de gente de pie fuera de la casa. También a ambas les parece que alguien se ha asomado a la ventana. A la mañana siguiente, acobardadas deciden marchar a Villa Kirrin, pero la llegada de Julián y de Dick hace que recuperen el valor. 
Se esconden en el piso superior de la casa abandonada, donde escuchan a unos individuos decir que un tal Pablo escondió unos planos importantes detrás de una piedra blanca. Al ir a ver a Guy, encuentran a su hermano gemelo, Enrique, que les dice que han raptado a Guy. Jorge encuentra la piedra blanca en la fuente, Con la ayuda de Enrique, mueven la piedra y encuentran un túnel, donde encuentran una cartera en la que están los planos robados. Descubren también otro túnel, bloqueado por escombros, que al quitarlos, encuentran a Jet y a Guy con una pierna lastimada. Guy les cuenta que los villanos han ido a por herramientas para limpiar la zona de escombros. Cuando regresan los villanos, Julián les quita las cuerdas, dejándolos atrapados en el túnel. Los niños regresan a Kirrin, donde acuden a la policía para que rescate a los villanos.

## Personajes
- Los Cinco: Julián, Dick, Jorge, Ana y Tim.
- Guy Lawdler (aficionado a la arqueología y bromista)
- Enrique Lawdler (hermano gemelo de Guy, aficionado a la arqueología)
- Fanny Kirrin
- Quintin Kirrin
- Jet (perro de Guy)

## Lugares
- Villa Kirrin
- Kirrin Common